# Lookout (California)
Lookout è un census-designated place (CDP) degli Stati Uniti d'America, situato nello stato della California, nella contea di Modoc.